# ایزابلا سانتیاگو
ایزابلا سانتیاگو (به انگلیسی: Isabella Santiago)(زاده ۱۸ فوریهٔ ۱۹۹۱) بازیگر و مدل ونزوئلایی است. او برنده مسابقه دوشیزه ملکه بین‌المللی در سال ۲۰۱۴ شد.
او یک زن ترنس است.